# NGC 2017
NGC 2017 ist bezeichnet eine zufällige Sternkonstellation (einen Asterismus) im Sternbild Hase. Der Eintrag im NGC geht auf eine Beobachtung von John Herschel am 11. Dezember 1835 zurück.